# Новые Мартыновичи
Новые Мартыновичи (укр. Нові Мартиновичі) — село,
Давыдовский сельский совет,
Пирятинский район,
Полтавская область,
Украина.
Код КОАТУУ — 5323882204. Население по переписи 2001 года составляло 1005 человек.

## Географическое положение
Село Новые Мартыновичи находится в 2-х км от правого берега реки Удай,
на расстоянии в 1 км от села Кроты и в 1,5 км от села Гурбинцы.
Рядом проходят автомобильная дорога Т-2501 и
железная дорога, станция Граборовка в 2-х км.

## История
- 1994 — дата основания. В село были переселены жители села Мартыновичи Полесского района, Киевской области после аварии на ЧАЭС.

## Объекты социальной сферы
- Школа.